# Simulium virgatum
Simulium virgatum es una especie de insecto del género Simulium, familia Simuliidae, orden Diptera.

## Taxonomía
Fue descrita científicamente por Coquillett, 1902.  Fue publicada en New Diptera from North America. Proceedings of the United States National Museum 25[1280]: 83-126. 